# Gharana
Dans la musique hindoustanie, une gharana (gharānā, dérivé de ghar maison) est ce qu'on pourrait approximativement appeler une école : elle regroupe des musiciens de mêmes influences, souvent formés par les mêmes artistes. Traditionnellement, ce terme s'applique aux vocalistes, mais il s'est étendu aux instrumentistes (sitar, tabla, etc.)
Les gharana les plus connues sont : 
- Gwalior Gharana
- Agra Gharana
- Kirana Gharana, avec Abdul Karim Khan et Bhimsen Joshi
- Jaipur Gharana
- Patiala Gharana
- Delhi Gharana

En ce qui concerne la musique instrumentale, les gharana les plus célèbres sont :
- la Punjab Gharana (tabla), autour de Zakir Hussain Khan et son père Alla Rakha khan
- l'Imdadkhani Gharana
- Maihar Gharana